# Zračno pristanište Grobnik
Zračno pristanište Grobnik bio je riječki aerodrom u vrijeme letenja elisnih aviona u javnom zračnom prometu.
Nakon toga je ostao u funkciji sportskog aerodroma, a naknadno je dograđen sadržajima za održavanje auto-moto utrka. U vlasništvu je MORH-a. Uzletno-sletna staza je od asfaltnog kolnika dužine 1.600 m i širine 30 m.
Prema klasifikaciji ICAO-a ima kodnu oznaku 3C. Staza je neinstrumentalna, predviđena za dnevno letenje. Na aerodromu je stacioniran aeroklub i tu se odvija sportsko-rekreacijsko letenje i školovanje.

## Projekti i aktivnosti
U planu je ulaganje u aerodrom "Grobnik" s ciljem njegovog aktiviranja u ulozi središnjeg aerodroma za razvoj lokalnih zračnih linija na području Primorsko-goranske i susjednih županija koje gravitiraju Rijeci.
Preduvjet za realizaciju ovoga projekta je uređenje vlasničkih odnosa, koje sa sadašnjeg vlasnika Ministarstva obrane Republike Hrvatske treba prenijeti na Primorsko-goransku županiju i zainteresirane jedinice lokalne samouprave. 